# Bogonam
Ne doit pas être confondu avec Bogonam-Foulbé.
Bogonam, parfois nommé Bogonam-Mossi, est un village situé dans le département de Kongoussi de la province du Bam dans la région Centre-Nord au Burkina Faso.

## Géographie

### Localisation
Bogonam est situé à 27 km du chef-lieu de la commune qui est Kongoussi.
Bogonam est limité :
- au nord par le village de Lourgou et le village de Dinguilga
- au sud par le village de Sakou et le village de Bogonam-Foulbé
- à l’est par le village le village de Rambo-Wottionma
- à l’ouest par le village de Goanga et le village de Ritimyinga

### Géologie et relief

#### Relief
Le relief de l’ensemble du village est presque plat. Le terroir a une inclinaison générale Sud-Nord. On identifie des collines de part et d’autre dans le village. On note aussi l’existence de ravin et de bas-fonds.

#### Sols
Ce sont des sols peu évolués et peu profonds (<45 cm) à valeur agricole très faible à nulle. Ils sont utilisés à des fins sylvo-pastorales. Les sols ferrugineux tropicaux sont localisés sur les pentes supérieures des collines. Ils sont peu profonds (<45 cm) et proviennent de l'altération des cuirasses. Ce sont des sols à vocation agro-sylvo-pastorale. Les sols sablo-limoneux à argileux sont localisés le long des plans d’eau dans les vallées ou fonds de vallées. Ce sont des sols profonds (>40 cm) à valeur agro-sylvo-pastorale intéressante. Outre ces trois principales unités de sols, on note de façon dispersée la présence de lithosols des plateaux cuirassés. Ce sont des sols où l'on note la quasi absence d’une couche de végétation et de terre. Leur valeur agro-sylvo-pastorale est négligeable. 
De façon générale, on observe une dégradation progressive des différents types de sols. Cette situation rend pratiquement impossible leur exploitation sans des aménagements de protection et de conservation des eaux et des sols et l'apport de matières minérales.

### Climat
Le climat est de type sahélien caractérisé par une pluviométrie variant entre 500 et 800 mm d’eau de pluie par an. On note deux saisons, une saison sèche de novembre à mai et une saison des pluies de juin à octobre avec les maxima de précipitations enregistrés en juillet et août. Ces précipitations sont causées par la mousson, vent humide qui souffle de la mer vers les terres,. 
La saison sèche comporte deux périodes :
- Une période sèche et froide qui débute à partir de mi-novembre avec les vents d’harmattan soufflant du nord-est vers le sud-ouest. Le mois le plus froid est celui de décembre.
- Une période sèche et chaude qui s’installe à partir de mars et qui se renforce en avril[3],[4].

### Hydrographie

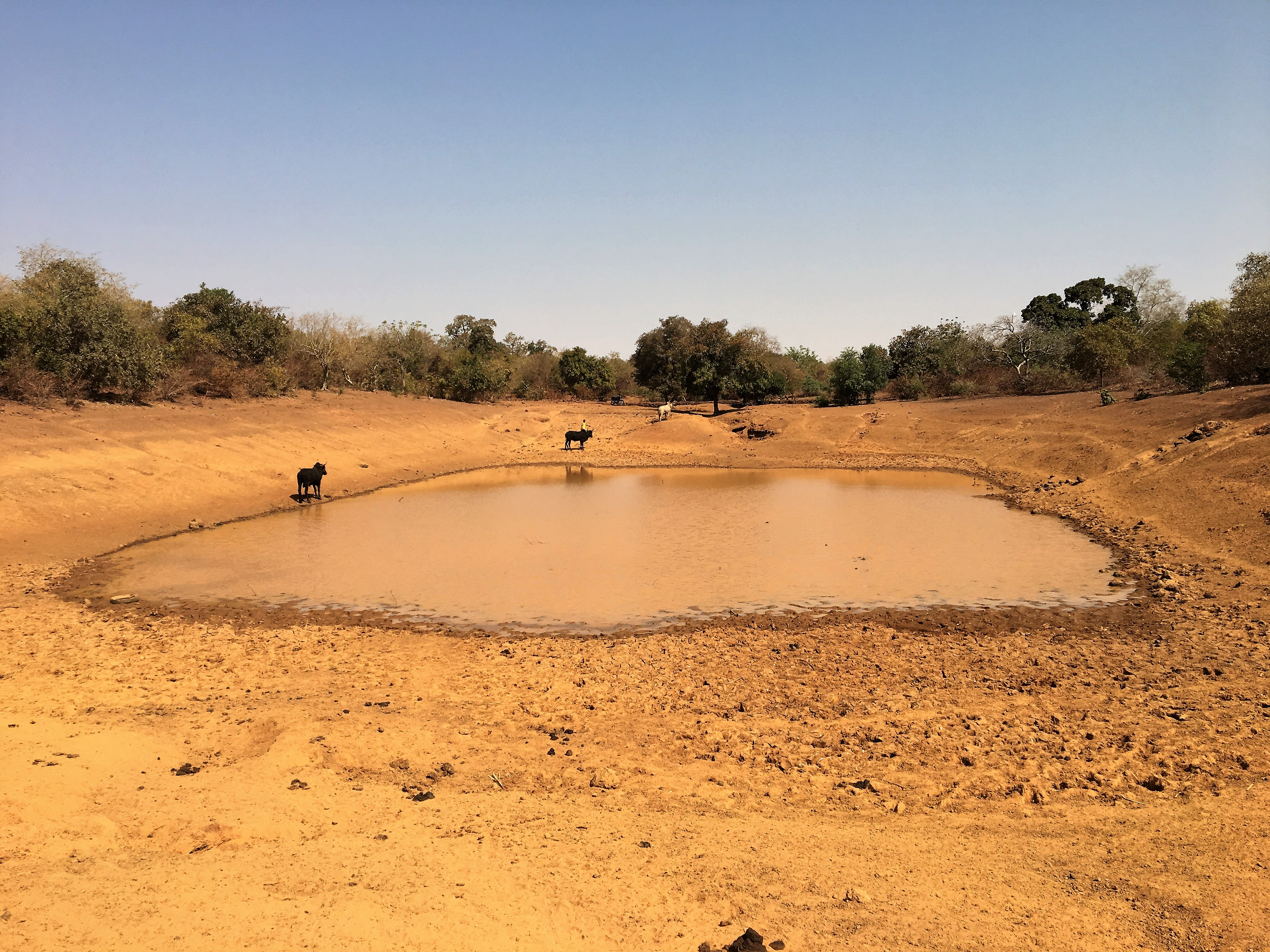
Bouli de Bogonam.

Le réseau hydrographique est constitué de bas-fonds, de marigots et de boulis. Ces points d’eau saisonniers ont plusieurs affluents et servent d’abreuvement pour les animaux. L’ensemble de ces petits cours d’eau donnent naissance à de bas-fonds aménageables à des fins agricoles et maraîchères.
Au nord-est du village se trouve un cours d’eau qui se situe entre des collines. Un bouli se situe sur ce cours d’eau ,.

### Végétation et faune

#### Végétation
Le caractère semi-désertique du climat du village ne favorise pas l'existence d'une végétation abondante. La végétation originelle est de type savane arborée qui s’est fortement dégradée ces dernières années du fait de la sécheresse et de la forte pression foncière. Les formations végétales naturelles encore présentes sont les reliques de fortes galeries le long des cours d’eau, les savanes et les steppes,.
| Nom scientifique        | Nom français                    | Nom en mooré |
| ----------------------- | ------------------------------- | ------------ |
| Adansonia digitata      | Baobab africain                 | Toeega       |
| Acacia nilotica         | Gommier rouge                   | Pengendga    |
| Balanites aegyptiaca    | Dattier du désert               | Kieglga      |
| Piliostigma reticulatum | Piliostigma, Bauhinia, Semelier | Bagandé      |
| Tamarindus indica       | Tamarinier                      | Pusga        |
| Vitellaria paradoxa     | Karité                          | Taâga        |
| Acacia seyal            |                                 | Gomiiga      |
| Anogeissus leiocarpus   | Bouleau d'Afrique               | Siiga        |
| Khaya senegalensis      | Caïlcédrat                      | Kouka        |
| Acacia albida           |                                 | Zaanga       |
| Lannea microcarpa       | Raisinier                       | Sabga        |
| Sclerocarya birrea      | Marula                          | Noabga       |
| Guiera senegalensis     |                                 | Wilenwiiga   |
| Mitragyna inermis       |                                 | Hiliga       |

Selon les populations, la végétation naturelle existante contribue significativement à la sécurité alimentaire (apport de fruits comestibles), à l’apport en bois de chauffe, à la construction (bois de service) et à l’artisanat.

#### Faune
Au regard du climat semi désertique, le village ne regorge que de petits gibiers tels que les lièvres, les singes, les perdrix, les pintades, le chat sauvage, les oiseaux, de reptiles. On y trouve des phacochères, des hyènes et des caïmans. La raréfaction des animaux sauvages dans la zone, selon les villageois est due en grande partie à la diminution du couvert végétal, à la pression de l’homme (braconnage).

## Politique et administration
Bogonam est un village administratif et relève de la commune de Kongoussi. Le Comité villageois de développement (CVD) est une entité faitière qui s’occupe des activités du développement du village. Elle est aussi une structure consultative qui joue l’intermédiation entre les habitants et les organisations intervenant dans le village. Les conseillers du village travaillent avec le conseil municipal de Kongoussi et veille à la mise en œuvre des activités développement planifiées par le conseil. CVD et conseillers travaillent avec le préfet. Les conseillers travaillent avec le maire.

## Population et société

### Données démographiques
Bogonam compte (2016) 235 ménages soit 1455 habitants repartis dans dix quartiers que sont : 
| Quartiers  | Nombre d'habitants | Nombre d'habitants |
| ---------- | ------------------ | ------------------ |
| Nakombgo   | 207                | 207                |
| Tangzougou | 313                | 313                |
| Zapko      | 183                | 183                |
| Wemtinga   | 164                | 164                |
| Bouziendé  | 88                 | 88                 |
| Toguin     | 63                 | 63                 |
| Bissiguin  | 51                 | 51                 |
| Tangsèga   | 73                 | 73                 |
| Kolkomin   | 115                | 115                |
| Yarcé      | 198                | 198                |
| Total      | Total              | 1455               |

La population masculine est de 586, la population féminine est de 869.
| Sexes  | 0-5 ans | 6-18 ans | 18-50 ans | 50-100 ans | Total |
| ------ | ------- | -------- | --------- | ---------- | ----- |
| Hommes | 115     | 111      | 310       | 50         | 586   |
| Femmes | 230     | 171      | 318       | 150        | 869   |

Les derniers chiffres officiels ont enregistré une population de 2172 habitants pour  Bogonam en 2006.

### Organisation coutumière et sociale
Bogonam veut dire « diminuer, adoucir les exigences de la chefferie ». Leurs ancêtres viennent de Ouagadougou, capitale du Burkina Faso. Ayant quitté la famille royale à Ouagadougou avec son grand frère, le Patriarche s’installe à Rissiam et ordonne à son frère de progresser. Arrivé dans ces collines, il aperçoit un marigot qui lui semble généreux et il s’y installe. Dès lors, le fondateur de Bogonam fut Naaba Kangré (frère ainé) et le fondateur de Rissiam fut Naaba Taansgo (frère cadet). Le Chef de Rissiam qui est le frère cadet du chef de Bogonam dit à ses fils que : « dès qu’ils se déplaceront vers l’ouest du village arrivés à partir de Sakou, il faut diminuer votre pouvoir car il y a mon frère ainé qui règne à Bogonam ». Ainsi Bogonam signifie « diminuer la puissance en matière de pouvoir ». Le village a un chef de village qui assure la gestion de sa communauté et un chef de terre qui est chargé de la gestion des questions liées à la terre et la gestion des cérémonies sacrificielles. 
Les religions par ordre d’importance sont : l’islam (70 %), le catholicisme (20 %), le protestantisme (5 %) et l’animisme (5 %). La fête de fin de récoltes qui se situe en fin novembre et les autres fêtes comme la Noël, le ramadan et la tabaski sont les grandes périodes de réjouissance.

### Services sociaux

#### Éducation

##### Établissements scolaires

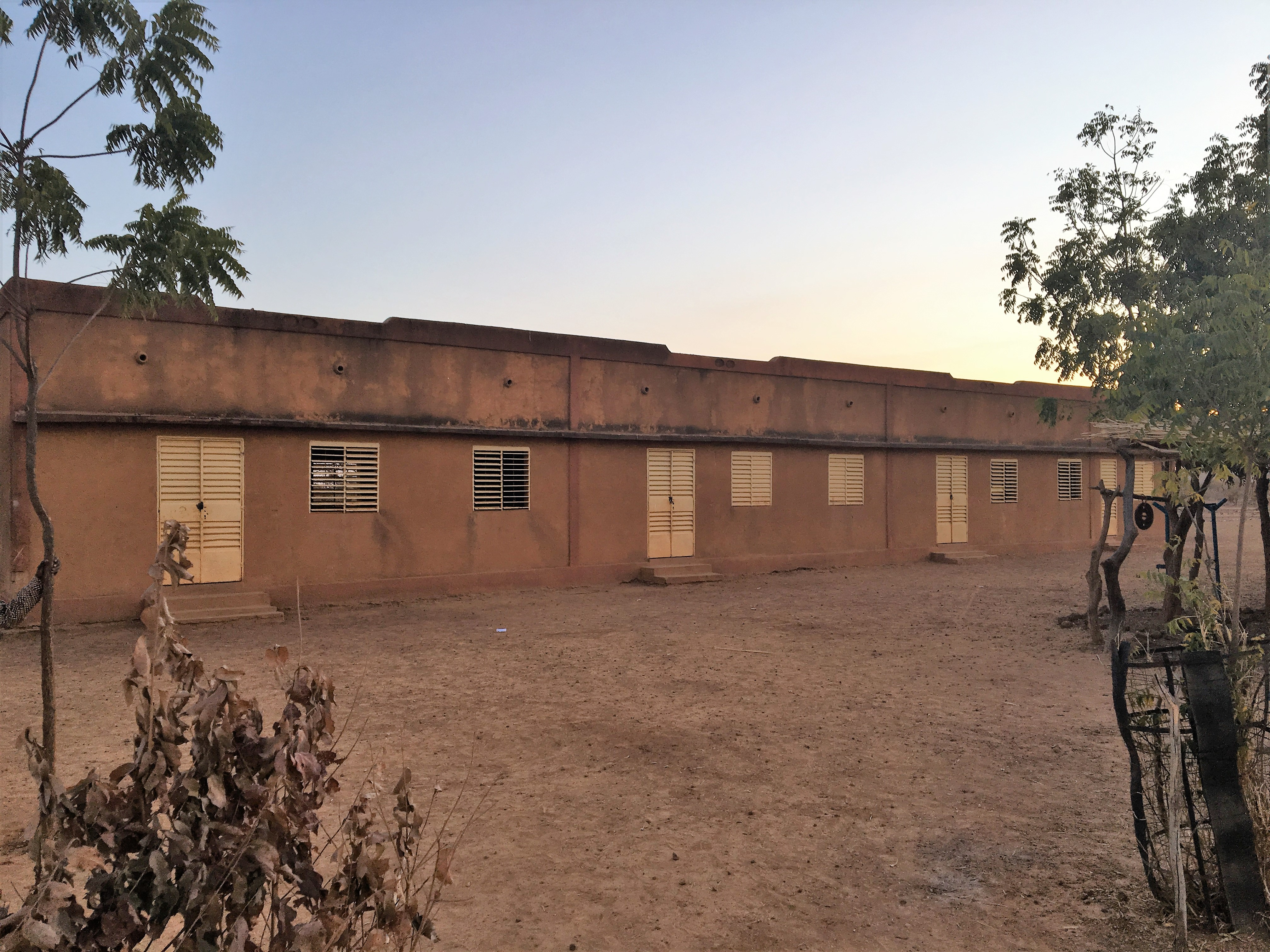
École primaire de Bogonam.

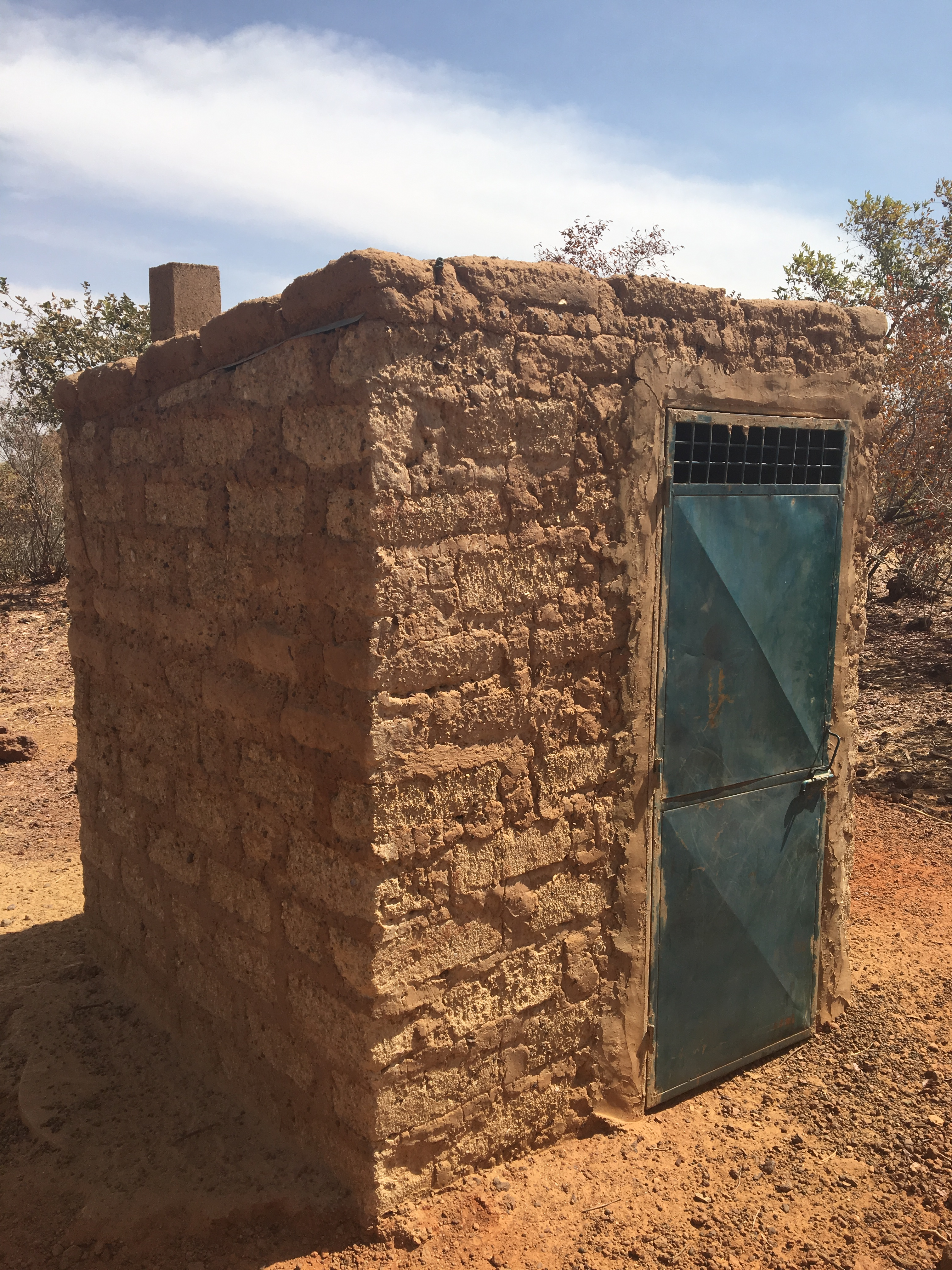
Latrine privée de Bogonam.

Le village de Bogonam dispose d’une école primaire à 3 classes, de trois logements, des latrines, un forage et un bosquet scolaire. L’effectif de l’école se repartit comme suit :
| Classe | Sexe    | Nombre d'élèves |
| ------ | ------- | --------------- |
| CP1    | Garçons | -               |
| CP1    | Filles  | -               |
| CP2    | Garçons | 26              |
| CP2    | Filles  | 33              |
| CE1    | Garçons | -               |
| CE1    | Filles  | -               |
| CE2    | Garçons | 26              |
| CE2    | Filles  | 30              |
| CM1    | Garçons | -               |
| CM1    | Filles  | -               |
| CM2    | Garçons | 22              |
| CM2    | Filles  | 16              |
| Total  |         | 153             |

##### Alphabétisation

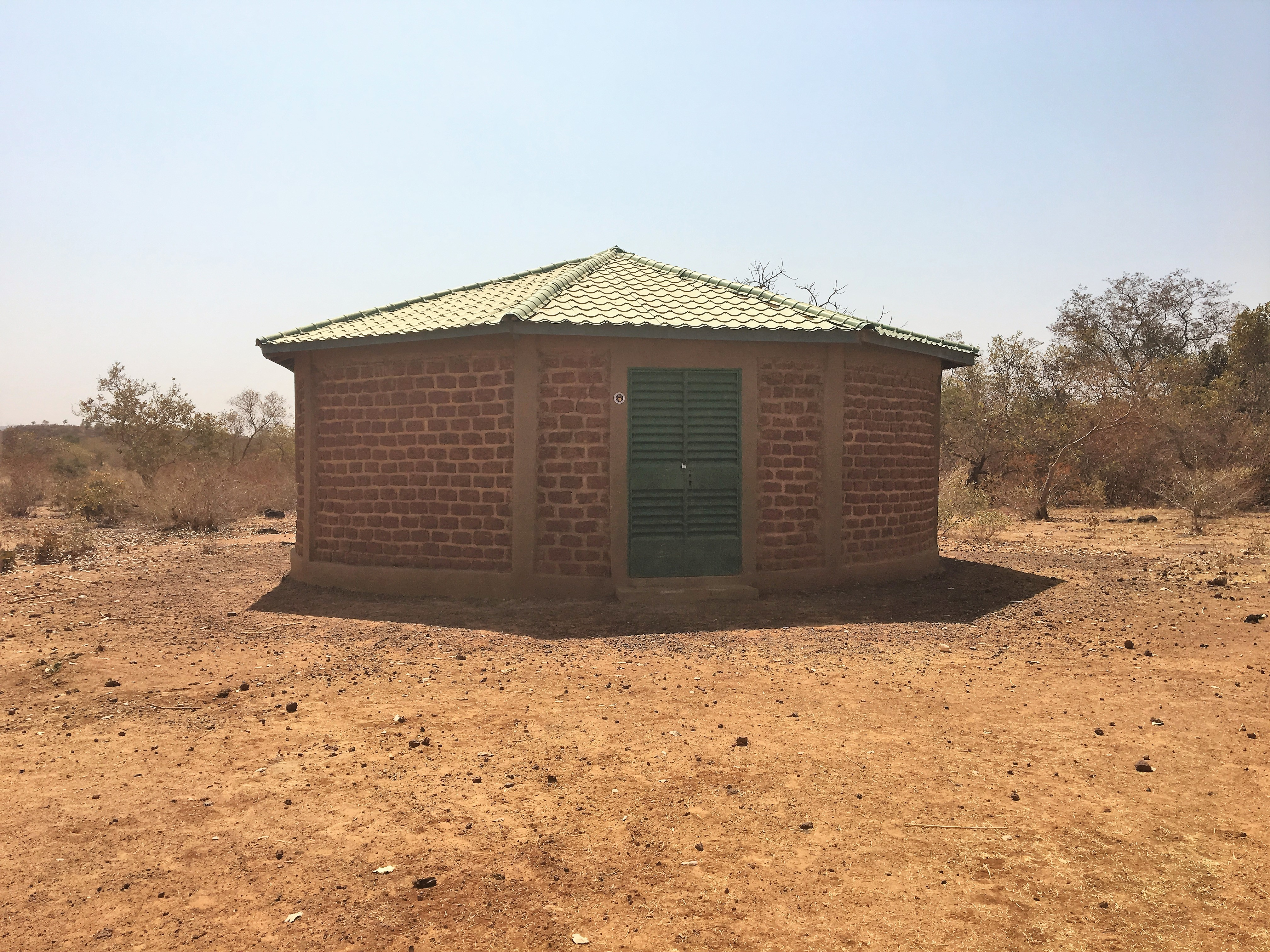
Centre d'alphabétisation de Bogonam.

Le village dispose d’un centre d’alphabétisation. La capacité d’accueil du centre est de 30 places. 

#### Santé
Le village n’a pas de structure de santé. Les habitants fréquentent le dispensaire de Lourgou qui se trouve à 5 km de Bogonam. Pour les cas graves, les patients sont référés au CMA de Kongoussi. N’ayant pas de maternité, il arrive que certaines femmes accouchent en cours de route. Concernant l'accès aux formations sanitaires, la question des obstacles constitués par les bas-fonds doit également être prise en considération. Les déplacements vers les CSPS sont difficiles en saison pluvieuse.

#### Eau et assainissement
| Quartiers  | Forages | Latrines familiales | Population |
| ---------- | ------- | ------------------- | ---------- |
| Nakombgo   | 0       | 2                   | 207        |
| Tangzougou | 1       | 6                   | 313        |
| Zapko      | 1       | 2                   | 183        |
| Wemtinga   | 1       | 10                  | 164        |
| Bouziendé  | 0       | 4                   | 88         |
| Toguin     | 1       | 0                   | 63         |
| Bissiguin  | 0       | 0                   | 51         |
| Tangsèga   | 0       | 4                   | 73         |
| Kolkomin   | 0       | 2                   | 115        |
| Yarcé      | 0       | 6                   | 198        |
| Total      | 4       | 36                  | 1455       |

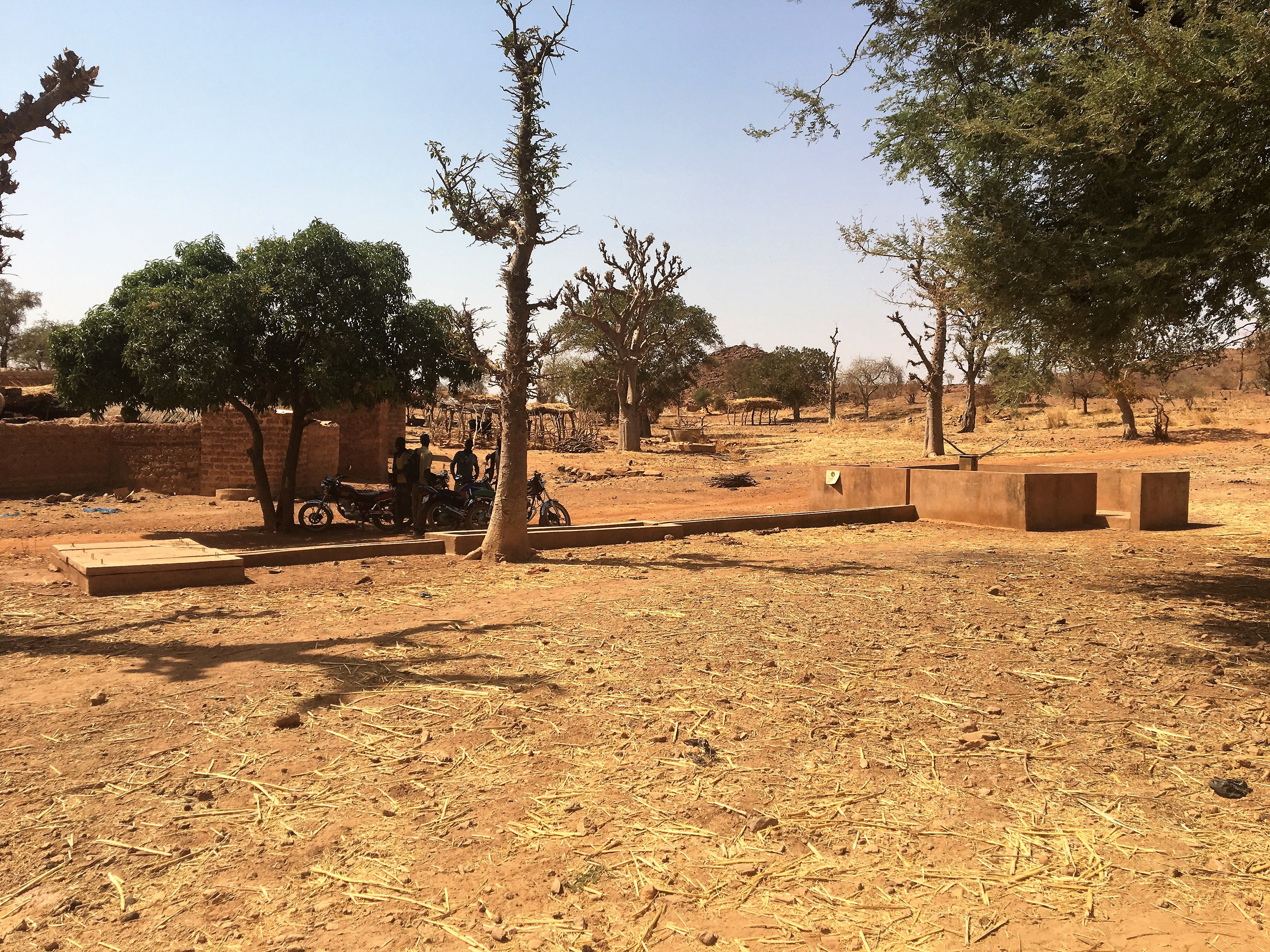
Forage de Bogonam, quartier Zapgo.

Le forage du quartier de Toguin est un forage scolaire. En somme le village dispose de trois forages communautaires, ce qui donne un ratio d’un forage pour 485 habitants. Selon les normes nationales, un forage doit servir 300 personnes. Il y a une pression humaine sur les forages.

#### Infrastructures religieuses

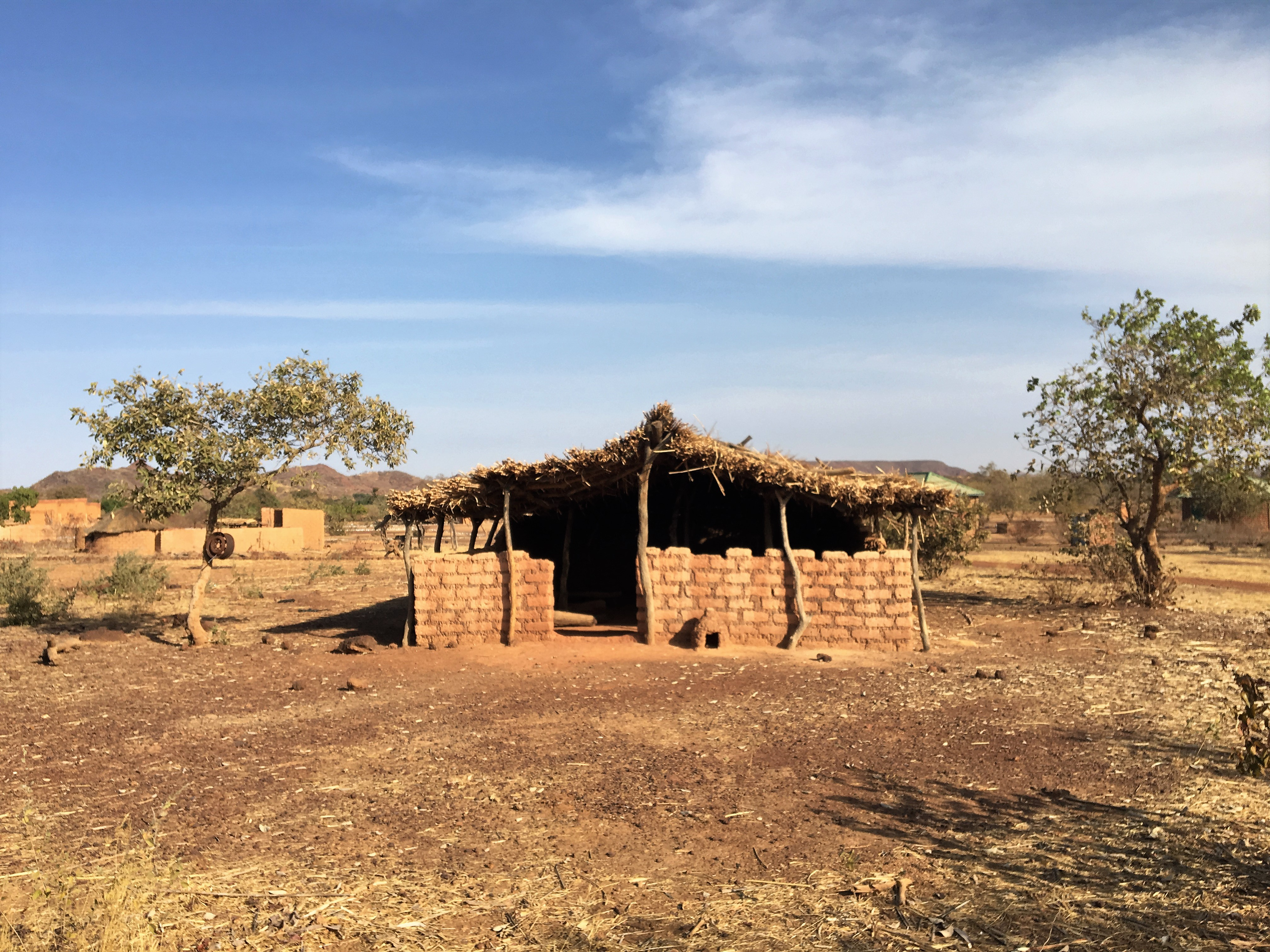
Église catholique de Bogonam.

Un bâtiment en banco couvert de paille constitue la chapelle catholique du village.

#### Autres infrastructures

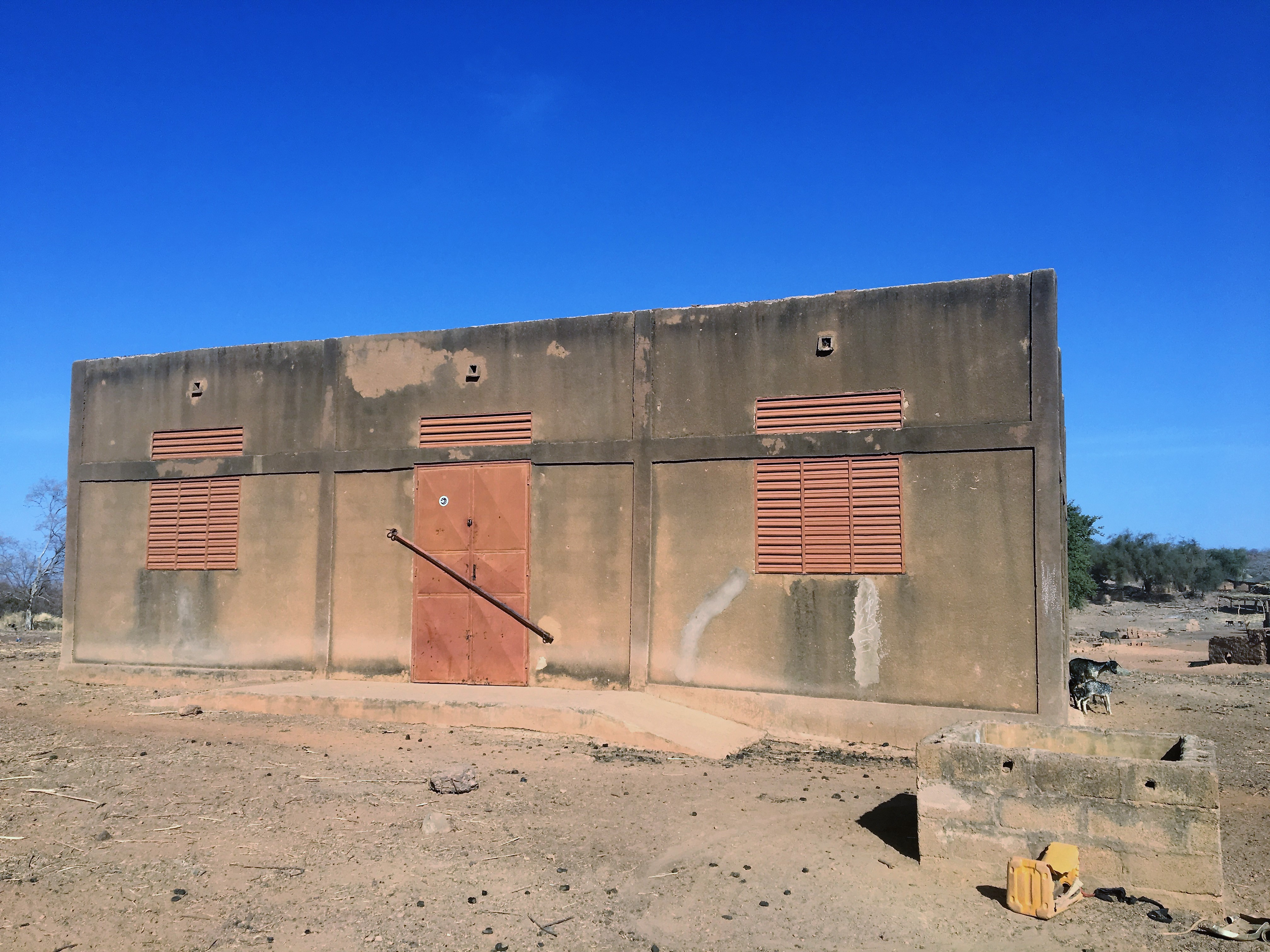
Banque de céréales de Bogonam.

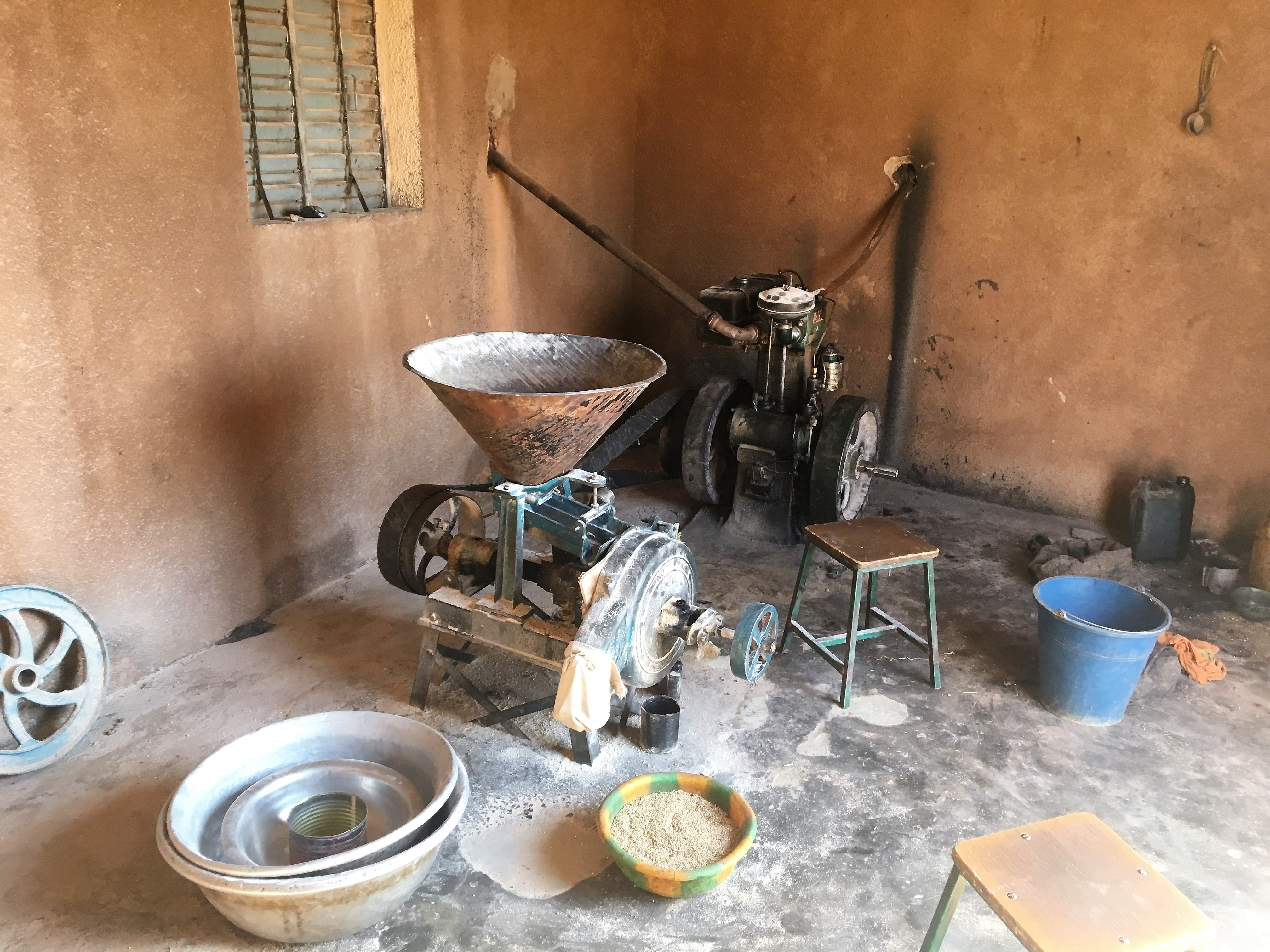
Moulin de Bogonam.

En termes d’infrastructures, le village a une banque de céréales et un moulin à grains. Bogonam dispose d’un centre de loisirs qui permet aux jeunes de se récréer.

## Économie

### Agriculture
Selon les habitants, la superficie moyenne pour chaque producteur est estimée à 1,5 hectare.
| Cultures                                          | Superficie occupée par rapport à la superficie totale du champ |
| ------------------------------------------------- | -------------------------------------------------------------- |
| Sorgho blanc                                      | 50 %                                                           |
| Petit-mil                                         | 20 %                                                           |
| Haricot                                           | 15 %                                                           |
| Maïs                                              | 10 %                                                           |
| Autres (sésame, arachide, petits pois et légumes) | 5 %                                                            |

90 % des ménages pratiquent la culture attelée. Malgré l’utilisation des nouvelles techniques agricoles la production alimentaire ne parvient pas à couvrir les besoins des habitants. Des ménages s’achètent des vivres pour couvrir l’alimentation annuelle.

### Élevage
Après l’agriculture, l’élevage constitue la deuxième activité productrice du village. Il se pratique de manière traditionnelle et extensive. L’alimentation du bétail est assurée par le pâturage naturel et les résidus des récoltes.
| Espèce           | Bœufs | Anes | Moutons | Chèvres |
| Nombre d'animaux | 695   | 791  | 903     | 1340    |

### Commerce

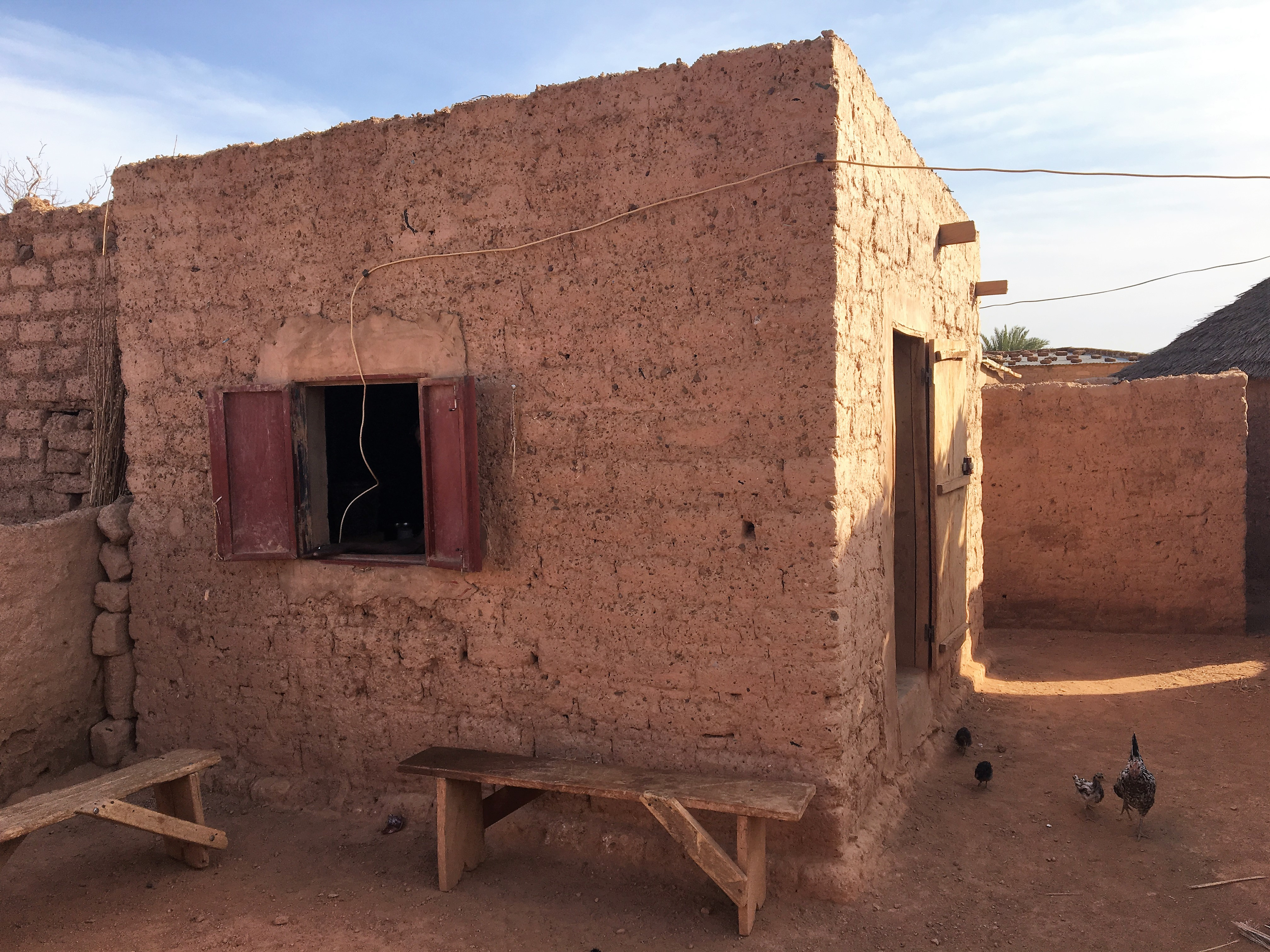
Petit commerce de Bogonam.

Deux petites boutiques se trouvent au sein du village.

### Orpaillage
Il n’y a pas de sites d’orpaillage dans les villages. Cependant les jeunes migrent en saison sèche sur les sites de Zingguima, Lourgou et Alga.

### Artisanat
Il y a peu d’artisans dans le village. Les habitants du quartier Yarcé sont des tisserands. Ils produisent les étoffes de cotonnade et les écoulent au marché de Temnaoré.